# ایوی اسکات
ایوی اسکات (انگلیسی: Avy Scott؛ زاده ۲ نوامبر ۱۹۸۱) بازیگر پورنوگرافی اهل ایالات متحده آمریکا است.
او در فیلم ارباب:دوستی شیطان در سال 2021 بازی کرده است